# يعقوب قدري قرا عثمان أوغلو
يعقوب قدري قرا عُثمان أوغلو (بالتركية Yakup Kadri Karaosmanoğlu، وُلد في آذار/مارس 27، 1889 في القاهرة-توفي في 13 كانون الأول/ديسمبر 1974 في أنقرة).

كاتب وشاعر ودبلوماسي تركي. شغل منصب عضو في البرلمان. سليل من عائلة قرا عُثمان أوغلو (Karaosmanoğlu)، إحدى العائلات العريقة في مدينة مانيسا في غرب تركيا. يُعتبر من من كبار الروائيين الأتراك في النصف الأول من القرن العشرين.

## حياته
ولد يعقوب قدري في القاهرة، وانتقل مع عائلته في السادسة من عمره إلى إزمير حيث دخل في عام 1903 المدرسة، وبتأثير من أمه المتعلمة أتيح له مطالعة الروايات الفرنسية منذ طفولته المبكرة. وفي مرحلة الدراسة المتوسطة بدأ يقرأ أعمال شعراء الأدب الحديث وروائييه. بعد وفاة والده رحل برفقة أمه في عام 1905 إلى الإسكندرية حيث درس في معهد الأخوة الفرنسي، وعاد ليستقر به المقام في إسطنبول. التحق عام 1908 بكلية الحقوق في جامعة إسطنبول، ولكنّه ترك التعليم في السنة الثالثة. انضمّ في عام 1909 بوساطة صديقه شهاب الدين سليمان (Şehabettin Süleyman) إلى جماعة «الفجر الآتي» (Fecr-i Âti) الأدبية، وفي نفس العام، نُشرت مسرحيته الأولى "نيرفانا"، المستوحاة من هنريك إبسن، في مجلة الكتاب المصور. واصل حياته الأدبية بنشر قصص قصيرة في مجلة "ثروة فنون" (Servet-i Fünûn). كما كتب بعض القصائد النثرية. حاول مع يحيى كمال، العائد من باريس آنذاك، فتح آفاق جديدة في الأدب التركي، وقد أطلقا على هذه الحركة الأدبية اسم "نيف-يوناني"، لكن جهوده هذه لم تجذب الانتباه إليه. بالإضافة إلى المصادر اليونانية واللاتينية، كان مهتمًا أيضًا بالأساطير الشرقية، وبسبب هذا الاهتمام، استمر في الذهاب إلى كيشيكلي بكتاشي لودج في جامليجا وكتب رواية "نور بابا" المنشورة من وحي تأملاته، لكنه لم ينشر روايته ككتاب في ذلك الوقت لأنه كان خائفًا من ردود الفعل التي سيواجهها وكان ذاهبًا إلى سويسرا. 

بعد أن علم بإصابته بمرض السل عام 1912، لم يتمكّن من السّفر إلى سويسرا لتلقّي العلاج إلا في عام 1916 حيث مكث هناك ثلاث سنوات؛ وعاد إلى تركيا بعد توقيع هدنة مودروس. مستفيدًا من آراء هنري برجسون وسيغموند فرويد، كتب قصصًا أولَتْ أهميّة كبيرة للتحليل النفسي. نُشرت مجموعته القصصية الأولى "بير سيرينكام" في عام 1913. وخلال هذه السنوات، نشر مقالات حول العديد من الموضوعات المتعلقة بقضايا المرأة، والحياة، والحضارة، في جريدة بيام، كما عمل مدرسًا للأدب والفلسفة في مدرسة أوسكودار الثانوية لفترة.

شارك في حرب الإنقاذ الوطني عام 1921، وانتخب نائباً في البرلمان لدورتين متتاليتين بعد قيام الجمهورية التركية، في عام 1923 انتخب عضوًا في البرلمان التركي نائبا عن محافظة ماردين، وفي عام 1931 انتخب ممثلًا عن محافظة مانيسا. بالإضافة إلى نشاطه في الحياة العامّة، واصل يعقوب قدري الانخراط في الكتابة الصحفية والأدبية، وفي عام 1932 أسس مع أربعة من أصدقائه هم: وداد نديم تور (، وشوكت ثريا أيديمير، وبرهان آصف بيلكي، وإسماعيل خسرو تكين، صحيفة "كادرو" (Kadro) السياسية الشهرية. لكنّ هذه المجلة التي دافعت عن مبادئ الكمالية ورفضت الأيديولوجية الماركسية، توقّفت عن الصُّدور بعد 3 سنوات بسبب الآراء المتطرفة المنسوبة إلى محتوياتها. انتخب يعقوب قدري للدورة الثالثة والأخيرة في البرلمان بين عامي 1961-1965، كما كان سفيرًا لبلاده في كل من تيرانا وبراغ (1935)، ولاهاي (1939)، وبرن (1942)، وطهران (1949).

## أسلوبه الأدبي
تبنى قرا عثمان أوغلو في قصصه المبكرة النزعة العثمانية، وتأثر أسلوبه بموباسان (Maupassant)، أما لغته فكانت لغة الأدب الحديث المنمقة. لكنه تبنى في مرحلة النضج أفكار تيار الأدب القومي، وحرَّر لغته من المؤثرات العربية والفارسية، ونحا في موضوعاته منحىً واقعيًّا. تفرّغ في فترة ما بعد الحرب العالمية الأولى لكتابة الرواية، وسعى من خلالها إلى تصوير خصائص مرحلة ما من المراحل التاريخية على ضوء مفهومه الخاص للتاريخ، فأصبحت رواياته بذلك سجلًا تاريخيًا مهمًّا لحقبة زمنية اتسمت بتحوُّلاتٍ عاصفة. ومن أهم رواياته في هذه الفترة «ليلة الحكم» (1928)، و«سدوم وعمورة» (1928)، و«الغريب» (1932)، و«أنقرة» (1934)، و«رجل في المنفى» (1937).

يبدو قره عثمان أوغلو في مرحلته الإبداعية الأولى شخصًا متشائمًا من العالم بأسره، غارقًا في عالمه الداخلي، وهواجسه النفسيّة، بعيدًا عن الحركات الفكرية، لا يولي اهتماماً للتحوّلات الاجتماعية التي عاصرها، فهرب من الواقع إلى الماضي، وتنكّر لكل شيء خارج الحضارة اليونانية-اللاتينية، بل وصل به الأمر حد إنكار فكرة التقدّم. ويفسر الناقد والمؤرخ شكران كورداكول ذلك بقوله: إنه «هروب مثقف عثماني يشهد انهيار الامبراطورية». لكن الأمور تغيرت بعد عام 1916، فقد أتاحت له زيارة طويلة لأوروبا في ذلك العام قراءة أعمال المفكرين القوميين الفرنسيين، كما تأثر بأعمال ضياء گوك آلپ، ويونس إمرة. فلقد أخذ يبحث عن وسائل التصالح مع عصره، وينظر إلى قضايا الإنسان والمجتمع من زوايا مختلفة. فتخلّص من ميوله العدميّة ومن نزعة الحنين إلى الماضي، وآمن بالإنسان وبمفاهيم الأمة والوطن. ومن أهم أعماله في هذه المرحلة «قصص من الحرب القومية» (1947).

## مؤلفاته

### روايات
1. Nur Baba نور بابا (1922)
2. Kiralık Konak الفندق المستَأجَر(1922)
3. Hüküm Gecesi ليلة الحُكم (1927)
4. Sodom ve Gomore سدوم وعمورة (1928)
5. Ankara أنقرة (1934)
6. Yaban غريب (1932)
7. Bir Sürgün المنفى (1937)
8. Panorama 1 بانوراما 1(1953)
9. Panorama 2 بانوراما 2 (1954)
10. Hep O Şarkı دائمًا نفس الأغنية (1956)

### قصص
1. Bir Serencam نهاية الحدث (1914)
2. Rahmet رحمة (1923)
3. Ceviz جوز (1925)
4. Milli Savaş Hikâyeleri قصص من الحرب الوطنية (1922)

### شعر
1. Erenlerin Bağından بُستان المُقدَّس (1922)
2. Okun Ucundan مِن رأس السهم (1940)

### مقالات
1. İzmir’den Bursa'ya (1922; Halide Edib Adıvar, Falih Rıfkı Atay ve Mehmet Asım Us ile birlikte) من إزمير إلى بورصة
2. Kadınlık ve Kadınlarımız (1923) الأنوثة ونساؤنا
3. Seçme Yazılar (1928) كتابات مختارة
4. Ergenekon (1929)
5. (1942) Alp Dağları'ndan من جبال الألب
6. Miss Chalfrin'in Albümünden (1942) من ألبوم السيدة تشالفرين

### أعمال مترجمة إلى العربية
1. تُرجمت روايته Yaban «غريب» التي صدرت حتى الآن في 15 طبعة كان أولها في عام 1932، إلى العربية، ترجمها فاروق مصطفى، دمشق : وزارة الثقافة، الهيئة العامة السورية للكتاب، 2007. [2]

تبدأ الرواية بعثور «لجنة تدقيق المظالم» التي أوفدتها الحكومة التركية، التي قامت على أنقاض الخلافة العثمانية، على مخطوط نجد فيه مذكرات الراوي الشاهد على احتراق ودمار قرية تركية أناضولية بين سنابك الفقر، وأعقاب بنادق اليونانيين الغزاة، أبان الحرب العالمية الأولى أو بعدها بقليل.

## وصلات خارجية
- يعقوب قدري قرا عثمان‌ أوغلو على موقع الموسوعة البريطانية (الإنجليزية)
- يعقوب قدري قرا عثمان‌ أوغلو على موقع مونزينجر (الألمانية)
- سيرته (بالتركية)
- سيرته (بالإنجليزية)